# Chilobunus
Chilobunus is een geslacht van hooiwagens uit de familie Triaenonychidae.
De wetenschappelijke naam Chilobunus is voor het eerst geldig gepubliceerd door Hickman in 1958. 

## Soorten
Chilobunus is monotypisch en omvat slechts de volgende soort:
- Chilobunus spinosus